# Epištoly kutnohorské
Epištoly kutnohorské je řada novinových článků publikovaných od června do prosince 1850 Karlem Havlíčkem v jeho novinách Slovan, které vydával v Kutné Hoře roku 1850. V těchto článcích Havlíček útočil na hierarchizovanou církev, která měla po porážce revoluce z roku 1848–1849 představovat pevnou oporu neoabsolutismu. Roku 1851 hrozilo zastavení vydávání Slovana, a tak Havlíček tyto články uspořádal do knihy. 4 000 výtisků se rychle prodalo, dotisk v počtu 3 000 kusů již ovšem úřady zabavily.
Havlíček ve svém díle kritizoval zejména zneužívání víry prostých lidí k sebeobohacování a upevňování své moci, zpochybňoval výlučnost a „samospasitelnost“ římskokatolické církve, papežskou neomylnost, výlučnost latiny v liturgii i celibát. Polemizoval také s vládním Vídeňským Deníkem, zejména s jeho přispěvatelem P. Františkem X. Škorpíkem.
| „               | Za našich časů počíná se zase velmi mluviti o náboženství; mocnářové, kteří r. 1848 vynechali z dlouhých svých titulů slovíčka z boží milosti, hned zase r. 1849 je tam vsadili... A tak kdo chce přispěti k poražení světského absolutismu, musí bojovati napřed proti církevnímu. Církevní absolutismus jest poduška světského , jeden s druhým stojí, jeden s druhým klesá, a kdo dovede otřásti sloupem libovůle a absolutie církevní, zboří jistě i politickou... Pro pravé náboženství nastane teprva tenkrát nejpříznivější doba, až bude největší tolerance (snášenlivost), až náboženství zcela odtrženo bude od veřejných státních záležitostí a stane se v každém ohledu záležitostí jen privátní (osobní). Pokud se světské moci míchají do záležitostí božích... potud také pravé náboženství vždy bude újmu trpěti. | “ |
| — kapitola I–II | |   |

### Dílo online
- BOROVSKÝ, Karel Havlíček. Havlíčkova čítanka. Příprava vydání Jaroslav Obrátil. Uherské Hradiště: Radoušek, 1906. 157 s. Dostupné online. - kapitola Epištoly Kutnohorské I.-III., s. 56–61.